# Wernhard Mispelhorn
 (novembre 2024).

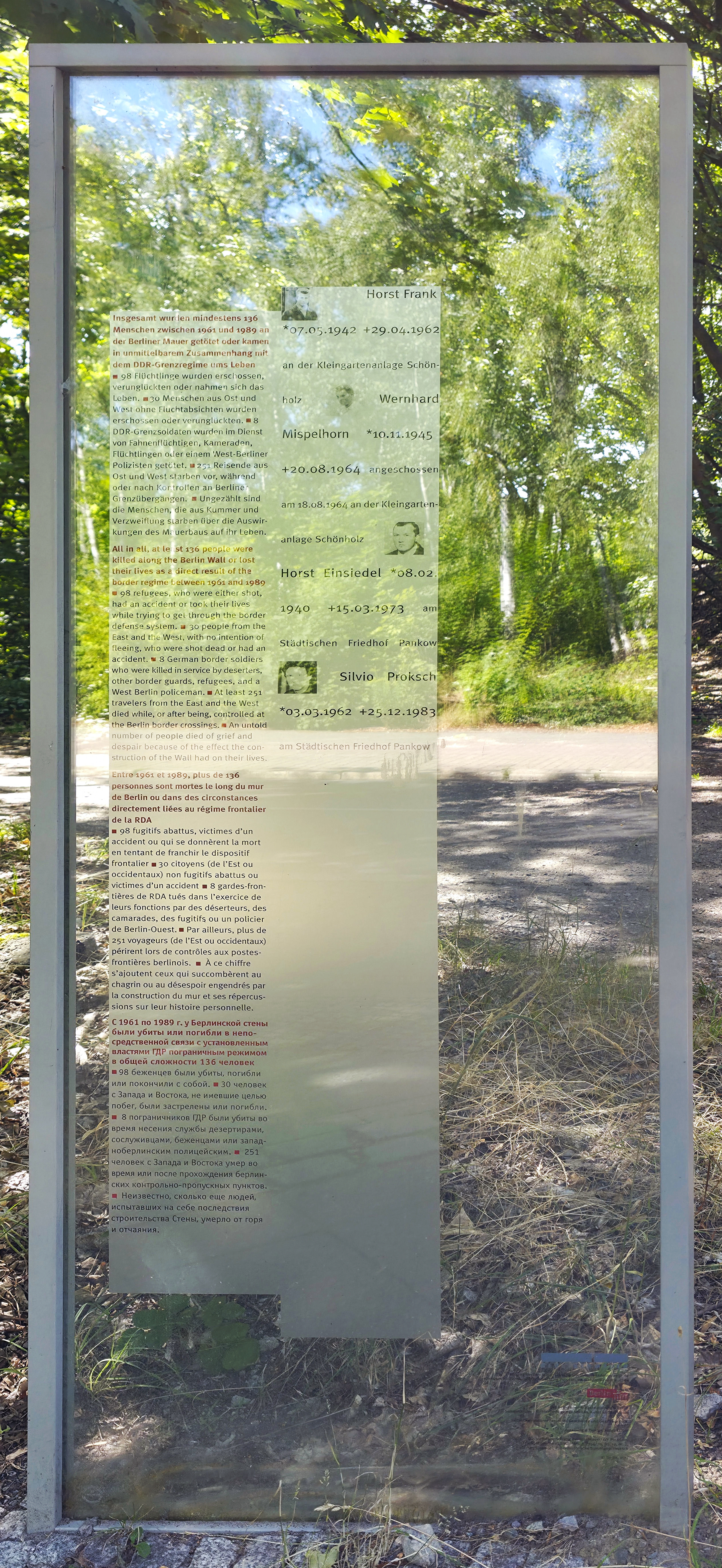
Plaque commémorative, Klemkestrasse, à Berlin-Reinickendorf.

Wernhard Mispelhorn (né le 10 novembre 1945 à Berlin et mort 20 août 1964) est une victime du mur de Berlin. Des membres des troupes frontalières l'ont mortellement blessé alors qu'il tentait de fuir la République démocratique allemande.

## Biographie
Wernhard Mispelhorn était le quatrième enfant d'une famille vivant à Berlin-Buchholz. Ses parents avaient divorcé avant la construction du mur de Berlin. Il était alors resté habiter chez sa mère avec son frère. Une de ses sœurs était partie à Hanovre en 1960. Après l'école, il a effectué un apprentissage de monteur et a travaillé comme serrurier industriel en dehors de Berlin. En août 1964, sa petite amie fut autorisée à quitter la RDA et à rejoindre sa famille à l'Ouest. Wernhard Mispelhorn, voulant la suivre, envisageait de s'enfuir.
Le soir du 17 août 1964, il retrouve deux amis dans un bar de Prenzlauer Berg. Tout en consommant de l'alcool, les trois hommes décident d'enquêter sur une rumeur selon laquelle il était particulièrement facile de s'enfuir à l'ouest depuis un lieu précis de Berlin-Schönholz. Ils s'y rendent en voiture sans intention particulière de s'enfuir. Lorsqu'ils sont arrivés dans les jardins partagés de Schönholz, ils ont soulevé une clôture pour que Wernhard Mispelhorn puisse ramper en dessous et voir la bande frontalière. Sans avertissement, Wernhard Mispelhorn s'est alors levé d'un bond et a couru vers la frontière. La tentative d'évasion a été aussitôt découverte par deux gardes-frontières qui lui ont tiré dessus jusqu'à ce qu'il s'effondre. Ses deux compagnons ont pris la fuitedès que des coups de feu ont été tirés dans sa direction. Blessé, Wernhard Mispelhorn a été transporté à l' hôpital de la police populaire où il est décédé le 20 août.
Le lendemain de la fusillade, la mère de Wernhard Mispelhorn a été informée par le Ministère de la Sécurité d'État. On lui a refusé de voir son fils mourant. La Stasi a obligé la famille à garder le silence sur les circonstances exactes du décès – une tactique utilisée par la Stasi pour empêcher les informations d'atteindre l'Occident. À Berlin-Ouest, aucune information n'a filtré sur la mort de Mispelhorn. Une patrouille de police ouest-allemande présente lors de l'évasion n'a pas pu faire d'observations plus précises ; elle n'avait aperçu que deux gardes-frontières avec une civière.